# Solzovke
Solzovke (znanstveno ime Dacrymyces) so rod gliv iz družine solzark (Dacrymycetaceae).

## Seznam solzovk Slovenije[4]
- pahljačasta solzovka (Dacrymyces chrysospermus)
- drobna solzovka (Dacrymyces minor)
- kapljasta solzovka (Dacrymyces stillatus)